# Piacenza Football Club 1970-1971
Questa voce raccoglie le informazioni riguardanti il Piacenza Football Club nelle competizioni ufficiali della stagione 1970-1971.

## Stagione
Nella stagione 1970-1971 il Piacenza disputa il girone A del campionato di Serie C, con 34 punti ottiene il quindicesimo posto, il torneo è stato vinto dalla Reggiana con 58 punti che sale in Serie B, davanti all'Alessandria con 52 punti, retrocedono in Serie D la Triestina con 31 punti, il Monfalcone con 26 punti ed il Clodia Sottomarina di Chioggia con 25 punti.
Nonostante la retrocessione della stagione scorsa, viene confermata la guida tecnica con Bruno Arcari nel ruolo di allenatore e con Alfredo Casati quale direttore sportivo, si punta con decisione sui giovani, quindi viene smantellata la vecchia guardia, dopo nove stagioni con 273 presenze lascia Piacenza il capitano Ottavio Favari ceduto all'Entella,  Marcello Tentorio passa al Catania. In campionato i sogni di un pronto riscatto si infrangono però sui duri scogli della Serie C, un campionato duro a cui i giovani, anche di talento, faticano ad adattarsi. Per i biancorossi piacentini questa è una stagione avara di soddisfazioni, la squadra resta ancorata nella bassa classifica, nel finale del torneo si tenta anche la carta del cambio allenatore, a Bruno Arcari dimessosi, gli subentra infatti il viceallenatore Nani Angelo Franzosi che con tanti pareggi, traghetta il Piacenza ad una tranquilla salvezza. Senza un centravanti perno in attacco, si segnalano come migliori realizzatori due ali, il solito Tiziano Stevan ed il giovane Salvatore Jacolino di scuola Juve.

## Rosa
| N. |                   | Ruolo | Calciatore        |
| -- | ----------------- | ----- | ----------------- |
|    | Italia (bandiera) | A     | Giorgio Ardemagni |
|    | Italia (bandiera) | D     | Bruno Avere       |
|    | Italia (bandiera) | C     | Sergio Bosani     |
|    | Italia (bandiera) | D     | Franco Cornaro    |
|    | Italia (bandiera) | A     | Carlo De Bernardi |
|    | Italia (bandiera) | D     | Rutilio Filipponi |
|    | Italia (bandiera) | P     | Pietro Fioravanti |
|    | Italia (bandiera) | A     | Paolo Franzoni    |
|    | Italia (bandiera) | D     | Vando Freddi      |
|    | Italia (bandiera) | D     | Renzo Groppello   |

| N. |                   | Ruolo | Calciatore           |
| -- | ----------------- | ----- | -------------------- |
|    | Italia (bandiera) | C     | Michele Illiano      |
|    | Italia (bandiera) | C     | Salvatore Jacolino   |
|    | Italia (bandiera) | P     | Stefano Lazzara      |
|    | Italia (bandiera) | D     | Sergio Montanari     |
|    | Italia (bandiera) | C     | Edgardo Pacchioni    |
|    | Italia (bandiera) | C     | Sergio Robbiati      |
|    | Italia (bandiera) | A     | Tiziano Stevan       |
|    | Italia (bandiera) | C     | Raffaele Thiella     |
|    | Italia (bandiera) | D     | Gioacchino Vallacchi |
|    | Italia (bandiera) | C     | Giorgio Zoff         |

## Risultati

### Serie C girone A

#### Girone di andata
| Arbitro: | V. Lattanzi (Roma) |

|              |           |  |
| Ballabio 75’ | Marcatori |  |

| Arbitro: | Lupi (Genova) |

|                              |           |  |
| Aldi 4’ Cherubini 80’ (rig.) | Marcatori |  |

| Arbitro: | Pesciarelli (Roma) |

|              |           |  |
| Franzoni 34’ | Marcatori |  |

| Arbitro: | Clerico (Chiavari) |

|                      |           |  |
| Cei 64’ Simonato 73’ | Marcatori |  |

| Arbitro: | Lenardon (Siena) |

|                          |           |  |
| Jacolino 45’, 56’ (rig.) | Marcatori |  |

| Arbitro: | Testuzza (Genova) |

|              |           |  |
| Massucco 22’ | Marcatori |  |

| Arbitro: | Sgherri (Grosseto) |

|                     |           |              |
| Jacolino 68’ (rig.) | Marcatori | 40’ Sperotto |

| Arbitro: | Ambrosio (Napoli) |

|             |           |              |
| Zanolla 15’ | Marcatori | 63’ Jacolino |

| Arbitro: | Calì (Roma) |

|              |           |            |
| Franzoni 82’ | Marcatori | 50’ Regali |

| Arbitro: | Perissinotto (Treviso) |

|  |           |              |
|  | Marcatori | 87’ Gambazza |

| Trento 22 novembre 1970 11ª giornata | Trento                      | 0 – 0 | Piacenza | Stadio Briamasco\| Arbitro: \| Fiorenza (Torre Annunziata) \| |
| Arbitro:                             | Fiorenza (Torre Annunziata) |       |          |                                                               |

| Piacenza 29 novembre 1970 12ª giornata | Piacenza         | 0 – 0 | Verbania | Stadio Galleana\| Arbitro: \| Crista (Livorno) \| |
| Arbitro:                               | Crista (Livorno) |       |          |                                                   |

| Arbitro: | Crista (Livorno) |

|                 |           |  |
| Musa 34’ (rig.) | Marcatori |  |

| Piacenza 13 dicembre 1970 14ª giornata | Piacenza        | 0 – 0 | Reggiana | Stadio Galleana\| Arbitro: \| Menegali (Roma) \| |
| Arbitro:                               | Menegali (Roma) |       |          |                                                  |

| Piacenza 20 dicembre 1970 15ª giornata | Piacenza         | 0 – 0 | Alessandria | Stadio Galleana\| Arbitro: \| Lenardon (Siena) \| |
| Arbitro:                               | Lenardon (Siena) |       |             |                                                   |

| Arbitro: | Governa (Alessandria) |

|             |           |             |
| Tumiati 82’ | Marcatori | 6’ Jacolino |

| Legnano 10 gennaio 1971 17ª giornata | Legnano                | 0 – 0 | Piacenza | Stadio Comunale\| Arbitro: \| F. Lattanzi (Macerata) \| |
| Arbitro:                             | F. Lattanzi (Macerata) |       |          |                                                         |

| Arbitro: | Levrero (Genova) |

|                     |           |            |
| Jacolino 35’ (rig.) | Marcatori | 66’ Panisi |

| Arbitro: | Chiapponi (Livorno) |

|                                              |           |                      |
| Scarpa 32’ Bianchi 43’ Bellinazzi 64’ (rig.) | Marcatori | 54’ Cornaro 78’ Zoff |

#### Girone di ritorno
| Arbitro: | Sgherri (Grosseto) |

|  |           |                         |
|  | Marcatori | 65’ Ballabio 89’ Dorini |

| Arbitro: | Fiorenza (Torre Annunziata) |

|                         |           |                    |
| Montanari 9’ Stevan 20’ | Marcatori | 74’ (rig.) Giavara |

| Arbitro: | Tabanelli (Ravenna) |

|  |           |               |
|  | Marcatori | 59’ Montanari |

| Arbitro: | F. Lattanzi (Macerata) |

|                        |           |             |
| Stevan 15’, 31’ (rig.) | Marcatori | 68’ Colusso |

| Arbitro: | Gialluisi (Barletta) |

|           |           |  |
| Rizzi 12’ | Marcatori |  |

| Arbitro: | Turiano (Reggio Calabria) |

|                         |           |               |
| Stevan 40’ Franzoni 51’ | Marcatori | 7’ Cogliandro |

| Arbitro: | Governa (Alessandria) |

|                                  |           |  |
| Fioravanti 5’ (aut.) Bagatti 14’ | Marcatori |  |

| Arbitro: | Laurenti (Padova) |

|          |           |                    |
| Zoff 20’ | Marcatori | 54’ (aut.) Cornaro |

| Parma 4 aprile 1971 28ª giornata | Parma            | 0 – 0 | Piacenza | Stadio Ennio Tardini\| Arbitro: \| Fuschi (Pescara) \| |
| Arbitro:                         | Fuschi (Pescara) |       |          |                                                        |

| Busto Arsizio 11 aprile 1971 29ª giornata | Pro Patria      | 0 – 0 | Piacenza | Stadio Comunale\| Arbitro: \| Canova (Milano) \| |
| Arbitro:                                  | Canova (Milano) |       |          |                                                  |

| Piacenza 18 aprile 1971 30ª giornata | Piacenza      | 0 – 0 | Trento | Stadio Galleana\| Arbitro: \| Lupi (Genova) \| |
| Arbitro:                             | Lupi (Genova) |       |        |                                                |

| Arbitro: | Grassi (Savona) |

|  |           |                      |
|  | Marcatori | 6’ Stevan 86’ Bosani |

| Piacenza 2 maggio 1971 32ª giornata | Piacenza            | 0 – 0 | Solbiatese | Stadio Galleana\| Arbitro: \| Lattanzi (Macerata) \| |
| Arbitro:                            | Lattanzi (Macerata) |       |            |                                                      |

| Arbitro: | Monforte (Palermo) |

|                           |           |  |
| Vignando 18’ Spagnolo 55’ | Marcatori |  |

| Arbitro: | V. Lattanzi (Roma) |

|                                           |           |                   |
| Sassaroli 41’ Proietti 49’ Lorenzetti 86’ | Marcatori | 31’ (rig.) Stevan |

| Arbitro: | Fuschi (Pescara) |

|            |           |            |
| Stevan 11’ | Marcatori | 44’ Truant |

| Piacenza 30 maggio 1971 36ª giornata | Piacenza          | 0 – 0 | Legnano | Stadio Galleana\| Arbitro: \| Bianchi (Firenze) \| |
| Arbitro:                             | Bianchi (Firenze) |       |         |                                                    |

| Padova 6 giugno 1971 37ª giornata | Padova           | 0 – 0 | Piacenza | Stadio Silvio Appiani\| Arbitro: \| Levrero (Genova) \| |
| Arbitro:                          | Levrero (Genova) |       |          |                                                         |

| Arbitro: | Sansò (Gallipoli) |

|              |           |  |
| Jacolino 49’ | Marcatori |  |